# Sebastião Gilberto
Felisberto Sebastião da Graça Amaral, mer känd som endast Gilberto, född 21 september 1982 i Luanda, är en angolansk före detta fotbollsspelare.

## Klubbkarriär
Gilberto kom till Al-Ahly från sin moderklubb Petro Atlético 2002. I Al-Ahly så vann han många inhemska pokaler och dessutom så lyckades Al-Ahly som första klubb i världen kvala in till Klubblags-VM två år i rad, samt bli det första afrikanska lag som nådde semifinal, där man åkte ut mot Internacional. Al-Ahly lyckades dock knipa tredjeplatsen efter vinst i bronsmatchen mot Club América från Mexiko.
2010 lämnade Gilberto för spel i belgiska Lierse SK. Efter två säsonger lämnade han för AEL Limassol.

## Landslaget
Gilberto var skadad både under VM 2006 och Afrikanska Mästerskapet 2006. I mötet med Mali under Afrikanska Mästerkspaet 2010 så spelade Gilberto fram till 1-0 målet, han gjorde 3-0 på straff och orsakade en ny straff som Manucho gjorde 4-0 på. Under matchens sista 15 minuter så lyckades däremot Mali komma ifatt och matchen slutade 4-4.
Gilberto har även deltagit i Afrikanska Mästerskapet 2008, 2012 och 2013.